# Heizmann-Hof

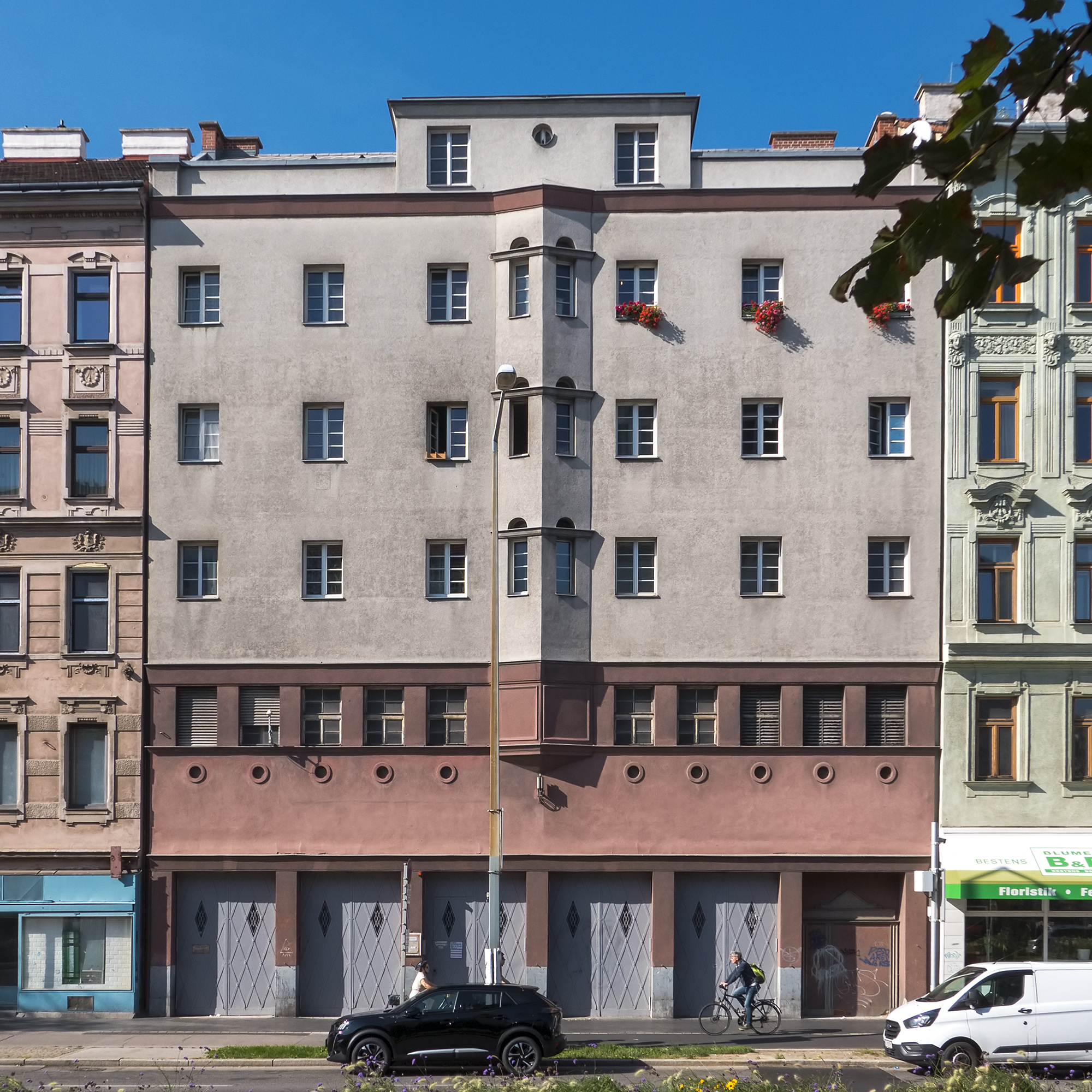
Die Feuerwache an der Lassallestraße

Der Heizmann-Hof (häufig auch Heizmannhof geschrieben) ist ein Gemeindebau im 2. Wiener Gemeindebezirk Leopoldstadt.

## Geschichte
Im Roten Wien der Zwischenkriegszeit entstanden zahlreiche kommunale Wohnbauten, 19 davon im 2. Bezirk. An der Stelle, die zur Errichtung des damals noch namenlosen Gemeindebaus vorgesehen war, befand sich ursprünglich ein Fahnenstangenwasser genannter Seitenarm der Donau. Dort existierte von 1813 bis zur Donauregulierung 1874 die k.k. Militär- und Zivil-Schwimmschule. 1925 wurde mit der Errichtung der vom Architekten Hubert Gessner entworfenen Wohnhausanlage begonnen. Am 3. Oktober 1926 fand die feierliche Eröffnung durch den Wiener Bürgermeister Karl Seitz statt, bei der auch der jenseits der Lassallestraße liegende, ebenfalls von Gessner in Kooperation mit drei anderen Architekten entworfene Lassalle-Hof eröffnet wurde.
Der Heizmann-Hof war zum Zeitpunkt seiner Fertigstellung mit 213 Wohnungen eine der größten kommunalen Wohnhausanlagen der Leopoldstadt. Er verfügte damals über einen Kindergarten, eine Badeanlage, ein Maleratelier und die Hauptfeuerwache Donaustadt (der Name Donaustadt wurde ab Ende des 19. Jahrhunderts für jenes Areal in der Leopoldstadt verwendet, das nach der Donauregulierung als Bauland nutzbar gemacht wurde, erst 1954 wurde der neu geschaffene 22. Bezirk Donaustadt genannt). Die Feuerwache bot im Erdgeschoß Platz für sechs Löschzüge, im ersten Stock befanden sich die Mannschaftsräume.
1949 erfolgte die Benennung des Gemeindebaus in Heizmann-Hof, nach dem Schlosser und Widerstandskämpfer Otto Heizmann, der einer kommunistischen Betriebszelle am nahegelegenen Nordbahnhof angehörte. In den Räumlichkeiten des Kindergartens, der in dem im Erdgeschoß zwischen den beiden Innenhöfen gelegenen ovalen Saal untergebracht war und im Zuge des Zweiten Weltkriegs schwer beschädigt und zwischenzeitlich als militärische Fleischauskocherei bzw. Versammlungsraum genutzt wurde, eröffnete 1954 ein neu errichteter Kindergarten. 1966 übersiedelte die Feuerwache in die neue Hauptfeuerwache Leopoldstadt in der Engerthstraße 216a. Von 1990 bis 1995 erfolgte eine Generalsanierung der Wohnhausanlage, bei der unter anderem Aufzüge eingebaut wurden. Der Kindergarten wurde in den 2010er Jahren geschlossen, da im nahegelegenen Stadtentwicklungsgebiet Nordbahnviertel zahlreiche neue, moderne Kindergärten entstanden sind.

## Allgemeines
Die Wohnhausanlage sowie explizit die darin untergebrachte Feuerwache stehen unter Denkmalschutz (Listeneintrag Heizmann-Hof und Feuerwache) und werden durch die Vorgartenstraße, Ofnergasse, Radingerstraße und Lassallestraße begrenzt. Entlang der Lassallestraße 11–21 befinden sich fünf Gründerzeit-Miethäuser, die nicht Teil des Gemeindebaus sind, die Feuerwache an der Lassallestraße 19 schließt die damalige Baulücke an der südöstlichen Längsseite dieses Häuserblocks. An der Kreuzung Lassallestraße/Vorgartenstraße liegt die U-Bahn-Station Vorgartenstraße, etwa 300 Meter östlich die Franz-von-Assisi-Kirche.
Der vierstöckige Bau umfasst elf Stiegen, die um zwei langgestreckte, schmale Innenhöfe gruppiert sind. Architektonisch interessant sind die zwischen zwei Gebäudetrakten gelegene doppelrundbögige Einfahrt mit Rundzinnen, die durch Erker gegliederte rot-weiße Fassade sowie die Stiege 3, wo eine originale Holzstiege und ein hölzernes Balustergeländer erhalten sind. Die Gesamtfläche beträgt 4454 m², von denen 64,1 % verbaut sind.